# Eschweilera integrifolia
Eschweilera integrifolia é uma espécie de lenhosa da família Lecythidaceae.
Pode ser encontrada nos seguintes países: Colômbia, Equador e Panamá.